# Синдром Сусака
Синдром Сусака — крайне редкое заболевание, поражающее артериолы улитки, сетчатки и головного мозга, чаще встречающееся у женщин. Васкулит имеет аутоиммунную природу, и ранее это заболевание часто относилось к серонегативной форме системной красной волчанки. Впервые этот синдром был описан в 1979 г. доктором Джоном Сусаком (J.O. Susak) в журнале Neurology. Его именем в 1994 году и было названо это заболевание, также известное как ретино-кохлео-церебральная васкулопатия.

## Признаки
К основным признакам синдрома Сусака относят двустороннюю нейросенсорную тугоухость, ишемическую ретинопатию и подострую энцефалопатию, однако на ранних стадиях могут присутствовать не все признаки данной триады, что значительно осложняет диагностику. При проведении инструментальной диагностики на себя обращают внимание множественные очаги, в отличие от системных васкулитов накапливающие контраст, в перивентрикулярной зоне, мозжечке и мозолистом теле, редко — единичные очаги в сером веществе головного мозга. Отсутствие очагов в спинном мозге позволяет проводить дифдиагностику с рассеянным склерозом. Изменения сосудов сетчатки с признаками окклюзии артериол и без признаков демиелинизирующих процессов тоже характерны для заболевания. В 2017 году американские ученые  Университета Мэриленд установили, что синдром Сусака был той загадочной болезнью, которой страдал испанский художник Франсиско Гойя, и которая послужила причиной глухоты, поразившей художника в 1793 году .

## Лечение
Следует признать, что в настоящее время нет общепринятого алгоритма лечения синдрома Сусака. Для некоторых пациентов эффективна монотерапия с использованием глюкокортикостероидов, циклофосфамида и иммуноглобулинов. У других пациентов хорошие результаты дает одновременное использование этих агентов в различных комбинациях. Также сообщалось о положительном влиянии плазмафереза и гипербарической оксигенации.